# Beechcraft Queen Air
El Beechcraft Queen Air es un avión ligero bimotor producido por Beechcraft en diferentes versiones desde 1960 hasta 1978. Basado en el Twin Bonanza, con el que comparte componentes clave como las alas, el motor, y las superficies de cola, presenta un fuselaje alargado. Este modelo ha servido de base para la exitosa serie de aeronaves civiles King Air. Ha sido utilizado generalmente como avión privado, utilitario, o como pequeña aeronave para rutas cortas. Su producción se mantuvo durante un periodo de 17 años.

## Diseño y desarrollo
El prototipo del Beechcraft Queen Air 65 voló por primera vez el 28 de agosto de 1958. El avión era, en general, similar a los primeros modelos Twin Bonanza 50, pero con un fuselaje de sección más profundo y motores más potentes. Fue adquirido por el Ejército de los Estados Unidos como L-23F, comprando 68 unidades.
Este modelo mejorado introdujo la superficie de cola vertical recta, y tenía una mayor capacidad de combustible. Una variante, conocida como Queen Airliner, tenía mayor capacidad de asientos, con una tripulación de 1-2 y 9-10 pasajeros. 
En 1961, fue introducido el Model 80, seguido del A80 en 1964, con envergadura aumentada y capacidad de transportar pesos mayores. La versión final fue el B80, con mejoras de equipos y diseño. 
Una versión presurizada del B80, introducida en 1965, fue el Model 88, con ventanas de cabina circulares. Solo 45 de éstos fueron construidos antes de que fuera cancelada su producción en 1969. El Model 70, introducido en 1968, era básicamente un A65 con la envergadura alar de un B80. Una versión Queen Airliner tenía la economía del A65, con la capacidad de transporte aumentada.
La fabricación de los Model 65 y 70 terminó a finales de 1971. El Model 80 permaneció en producción hasta 1978. Se dice que fueron construidos aproximadamente entre 930 y 956 aviones.

## Variantes

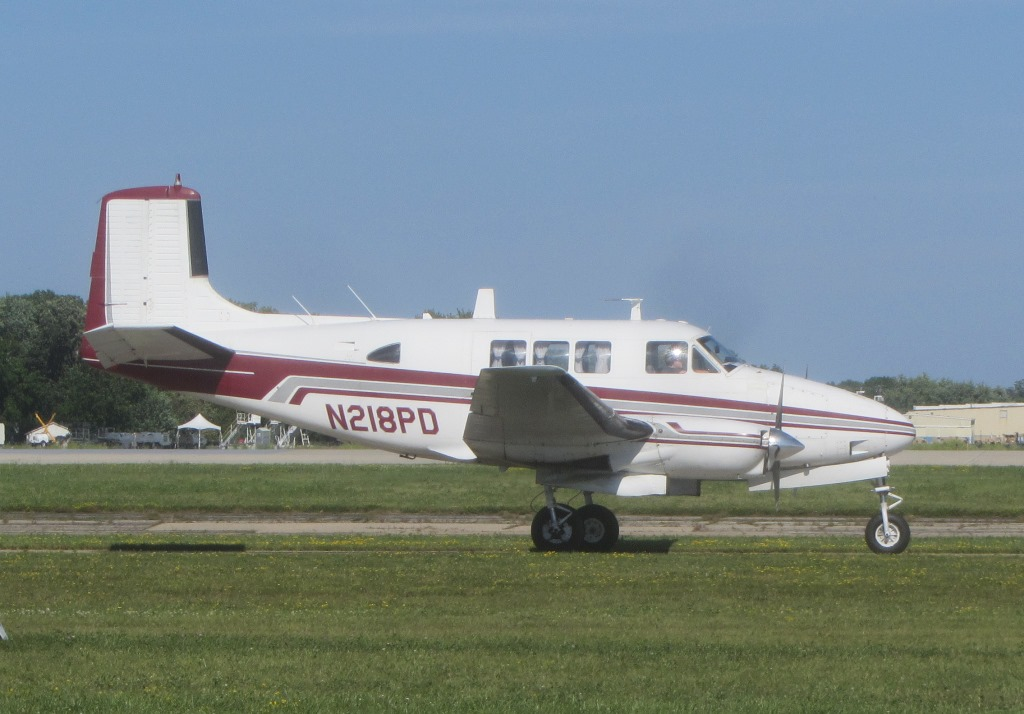
Beechcraft Model 65 Queen Air.

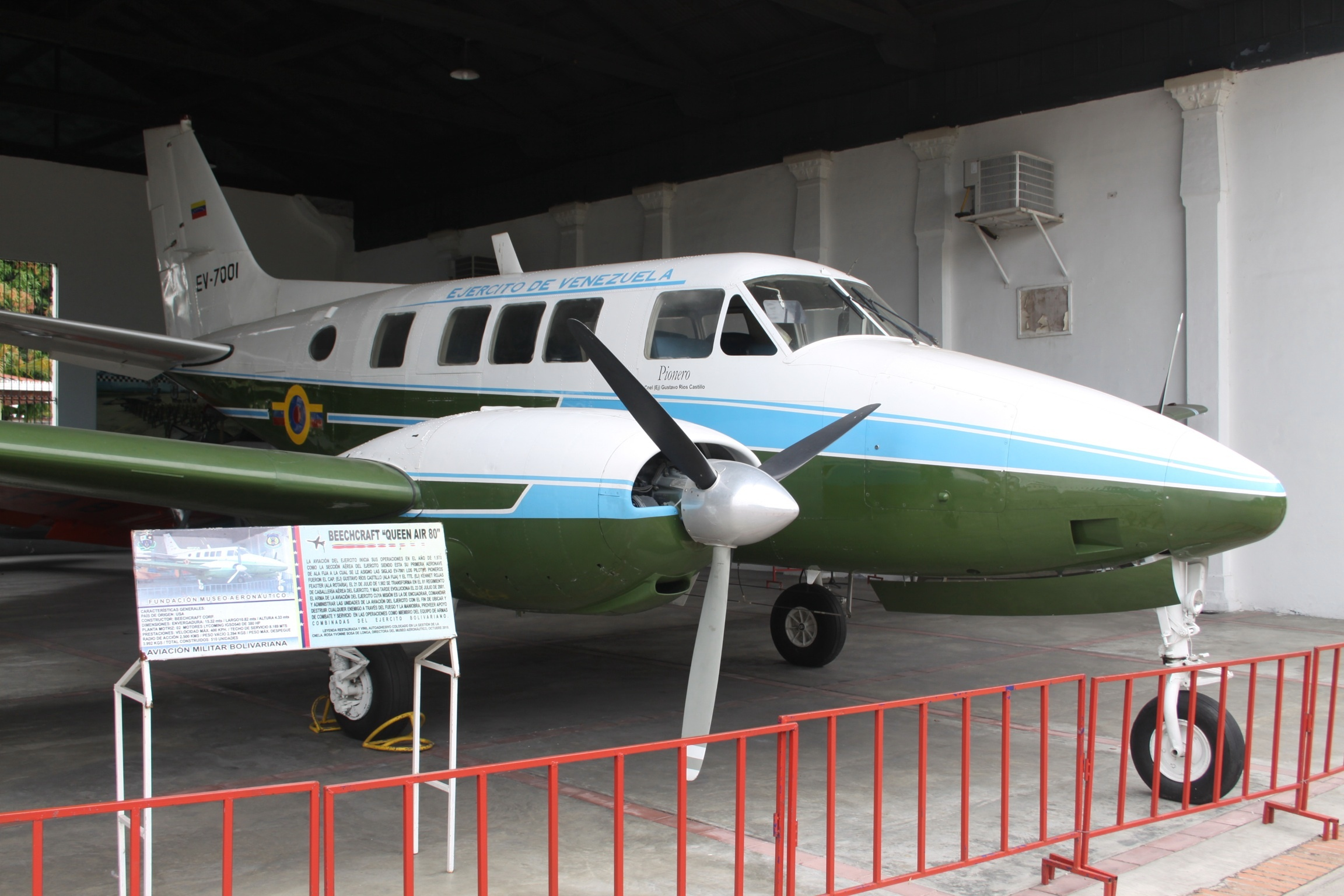
Vista de un B80 en el Museo Aeronáutico de Maracay, Venezuela.

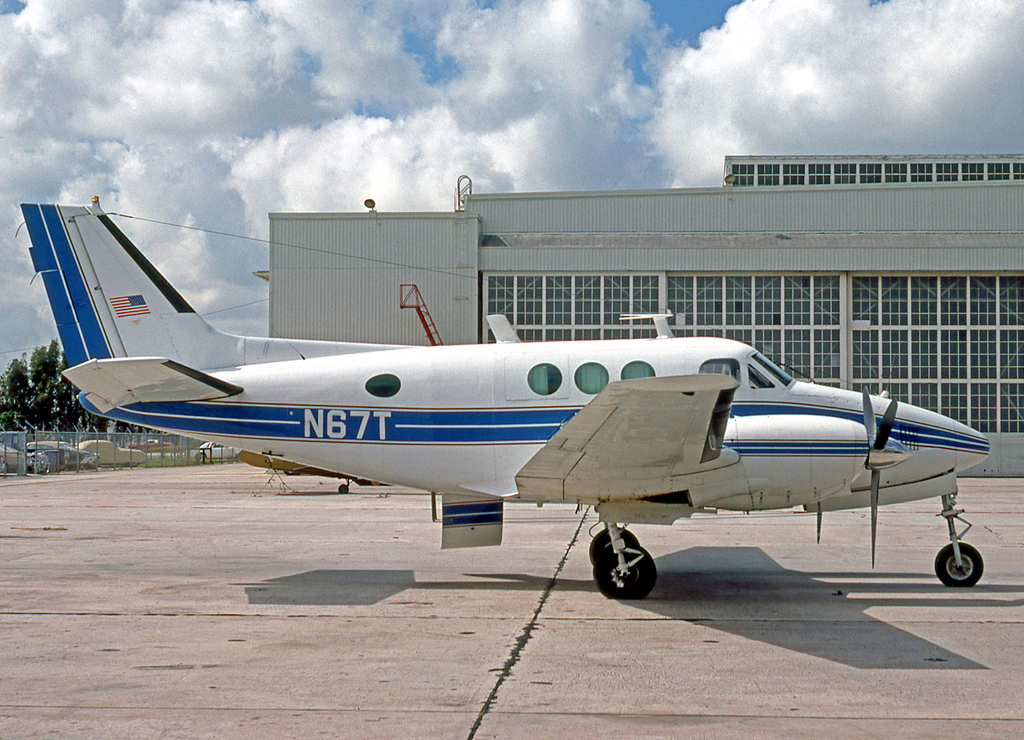
Queen Air Model 88 presurizado, construido en 1966 con ventanas del fuselaje circulares.

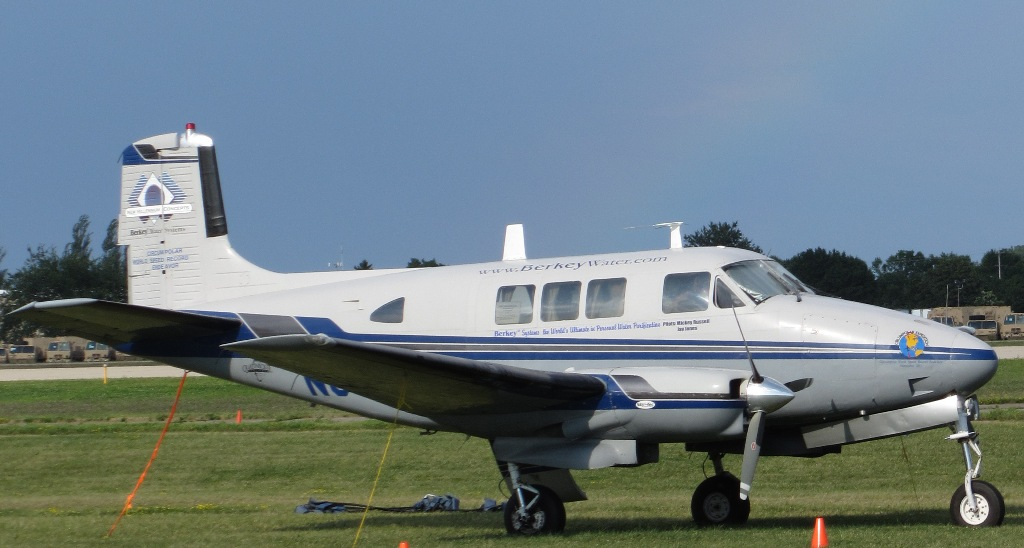
Conversión del Queen Air 65 Excalibur antes del intento alrededor del mundo.

65
Este es el Queen Air propulsado por dos motores Lycoming IGSO-480 de 340 hp con un Tiempo Entre Revisiones (TBO) de 1400 horas. Su peso bruto es de 3468 kg (7700 lb) con una capacidad de carga de alrededor de 900 kg (2000 lb). Es fácilmente reconocible por su cola vertical recta. Usualmente llamada como "Straight 65". Producido desde 1960 a 1966.
L-23F
Designación dada por el Ejército estadounidense a 68 unidades adquiridas del Model 65.
A65
Producido por primera vez en 1967, el A65 es muy similar al "Straight 65". El mayor cambio fue la adición de una cola aflechada, dando a la aeronave una apariencia mucho más moderna. A su vez, la capacidad de combustible máxima fue aumentada. Su producción terminó en 1971.
70
Introducido en 1968. Este avión es similar a un A65 propulsado por el Lycoming IGSO-480, sin embargo tiene las alas más alargadas de la serie. Esto le permite al 70 tener una mayor capacidad de carga que el 65, pero menor capacidad de combustible que el 80. Esto es, esencialmente, un A65 con alas del B80. Su peso total es de 3964 kg (8200 lb) y su capacidad de carga útil puede ser de hasta 1080 kg (2400 lb). Su producción terminó en 1971.
80
Introducido en 1961, el modelo 80 fue el primero de los Queen Air en tener una cola aflechada más moderna. Estaba impulsado por un motor más grande modelo Lycoming IGSO-540, que producía 380 hp. Su peso máximo de despegue es de 3604 kg (8000 lb). 
A80
Introducido en 1964. Los mayores cambios del A80 incluyeron un morro rediseñado, y capacidad incrementada de peso al despegue en 225 kg (hasta los 3829 kg). Esta aeronave fue la primera en presentar un ala alargada utilizada luego en todas las variantes siguientes, excepto por el A65.  Esta extensión añadió alrededor de 0,60 m (2 pies) a cada una de las alas.
B80
Introducido en 1966, el B80 debía ser el modelo de producción final. El B80 fue por mucho el Queen Air con más tiempo en producción, llegando a durar la misma unos 12 años. Su mejora principal era su peso bruto aumentado a 4000 kg (8800 lb). Esto concedió al B80 una carga útil de más de 1400 kg (3000 lb). La producción del mismo se terminó en 1978.
88
Introducido en 1965, el Model 88 es una versión presurizada del Queen Air. Esta aeronave presentaba unas ventanas de cabina redondas que hacían al 88 lucir muy similar a un King Air de serie 90. Este también comparte los motores y el ala larga del B80. Sus ventas fueron bajas debido al precio de venta más alto y su baja carga útil, comparado con el modelo B80. Solo 45 de ellos fueron producidos, y el avión fue retirado de la producción en 1969. De hecho, los dos primeros modelos del King Air llevaron la designación oficial BE65-90 y BE65-A90, debido a su herencia del modelo Queen Air.
Excalibur
Esta es una modificación presentada en el mercado de repuestos como certificados de tipo suplementarios (STC) para el BE65. Resuelve el mayor problema del diseño del Queen Air, los motores. Se realiza reemplazando los más bien irritables (si son operados incorrectamente) Lycoming IGSO-480 y Lycoming IGSO-540 de seis cilindros, por los mucho más robustos Lycoming IO-720 de ocho cilindros. Estos presentan la principal ventaja de no tener caja reductora o sobrealimentador que cause problemas de mantenimiento o fiabilidad. Sin embargo, la pérdida del sobrealimentador limita la altitud de crucero a 15 000 pies. Las otras ventajas adquiridas son el incremento general de la potencia a 400 hp por motor, así como un incremento del peso cargado en la mayoría de los modelos. Los pesos cargados se incrementan a 3628,7 kg (8000 lb) en todos los aviones de alas cortas (65, A65, 80), 3719,5 kg (8200 lb) en los 70, y 3991,6 kg (8800 lb) en los otros aviones de alas largas (A80, B80, 88). La Guardia Aérea Nacional estadounidense instaló esta modificación en algunos de sus aviones. El Excalibur Queen Air puede ser reconocido por las apreciables capotas de motor más pequeñas y su disposición más baja. Este STC fue diseñado originalmente por Ed Swearingen, que era bien conocido por su trabajo en los aviones Twin Bonanza, Queen Air, y, más tarde, Swearingen (Merlin y Metro). La propiedad de este STC ha cambiado de manos muchas veces a lo largo de los años. El propietario actual es Bemidji Aviation, que opera una flota de Excalibur Queen Air, así como otros aviones en actuaciones chárter y de carga en la zona del medio oeste superior de los Estados Unidos.

## Operadores Militares
Argentina
- Ejército Argentino[1]
- Armada Argentina

 Brasil
 Birmania
 Colombia
 Ecuador
 Estados Unidos
- Ejército de los Estados Unidos

 Filipinas
- Ejército Filipino

 Haití
- Fuerzas Armadas de Haití

 India
- Fuerza de Seguridad Fronteriza[2]

 Israel
- Fuerza Aérea Israelí

 Japón
- Fuerza Marítima de Autodefensa de Japón[3]

 Nepal
 Pakistán
 Perú
- Fuerza Aérea del Perú: adquirió 18 Queen Air en 1965–1966.[4]

 República Dominicana
 Sudáfrica
- Fuerza Aérea Sudafricana: 1975-1992.

 Tailandia
 Uruguay
- Fuerza Aérea Uruguaya

 Venezuela
- Aviación Militar Bolivariana
- Ejército Nacional de Venezuela[5]

## Especificaciones (B80)
Referencia datos: Janes's All The World's Aircraft 1976-77

### Características generales
- Tripulación: 1 o 2
- Capacidad: 9 pasajeros
- Longitud: 10,8 m (35,5 ft)
- Envergadura: 15,3 m (50,3 ft)
- Altura: 4,3 m (14,2 ft)
- Superficie alar: 27,3 m² (293,9 ft²)
- Peso vacío: 2393 kg (5274,2 lb)
- Peso máximo al despegue: 3992 kg (8798,4 lb)
- Planta motriz: 2× motor bóxer sobrealimentado de seis cilindros refrigerado por aire Lycoming IGSO-540 A1D.
  - Potencia: 285 kW (393 HP; 388 CV) cada uno.

### Rendimiento
- Velocidad máxima operativa (Vno): 400 km/h (249 MPH; 216 kt)
- Velocidad crucero (Vc): 294 km/h (183 MPH; 159 kt) al 45% de potencia y a 4570 m de altura.
- Alcance: 2441 km (1318 nmi; 1517 mi) al 45% de potencia, a 4570 m de altura y con 45 minutos de reserva
- Techo de vuelo: 8170 m (26 804 ft)
- Régimen de ascenso: 6,5 m/s (1280 ft/min)

### Desarrollos relacionados
- Beechcraft Twin Bonanza
- Beechcraft King Air

### Aeronaves similares
- Cessna 404 Titan

### Secuencias de designación
- Secuencia Numérica (interna de Beechcraft): ← 56 - 58 - 60 - 65 - 70 - 73 - 76 - 77 - 80 - 85 - 87 - 88 - 90 - 95 - 99 →
- Secuencia L-_ (Aviones de Enlace de las USAAF/USAF (1942-62)): ← L-20 - L-21 - L-22 - L-23/F - L-24 - L-25 - L-26 →